# Men.com
Men.com est une maison de production de pornographie sur internet gay américaine. 

## Histoire
Le nom de domaine "Men.com" est acheté dès 2003, mais le site ne commence son activité qu'en 2012. 
Il se fait connaître en 2014 par une parodie pornographique gay de la série Game of Thrones. Depuis, le site enchaîne les parodies de films à succès, en particulier de super-héros,.

## Principaux films
- 2012 : Drill My Hole, avec Rafael Alencar
- 2012 : The Gay Office, avec Dean Monroe, Topher DiMaggio
- 2013 : Prison Shower, avec Rafael Alencar, Johnny Rapid
- 2014 : Gay of Thrones, avec Colby Keller, Damien Crosse
- 2015 : Men of Anarchy, avec Johnny Hazzard, Paddy O'Brian
- 2016 : Batman vs Superman, avec Trenton Ducati et Topher DiMaggio, Paddy O'Brian
- 2016 : Star Wars
- 2017 : Tarzan, avec Diego Sans
- 2017 : Star Trek
- 2017 : Pirates, avec Diego Sans, Johnny Rapid, Paddy O'Brian
- 2017 : Justice League avec Colby Keller, François Sagat, Manila Luzon
- 2019 : A Tale Of Two Cock Destroyers avec Johnny Rapid, JJ Knight, Ty Mitchell, Jonas Jackson, Joey Mills
- 2019 : Tom Of Finland avec Dirk Caber, Kurtis Wolfe, François Sagat
- 2020 : Rise Of The Sirens avec Beaux Banks, JJ Knight
- 2021 : Gawkers, avec Thyle Knoxx , Sean Peek, Malik Delgaty, Dex Parker
- 2023 : Fire Fuckers, avec William Seed, Malik Delgaty, Joey Mills
- 2023 : Even Cowboys Get Blue Balls avec Chuck Conrad, Dom King, Olivier Robert, Tim James
- 2023 : Norse Fuckers avec Sir Peter, Dean Young, Malik Delgaty, Papi Kocic
- 2024 : Dawn Of The Gladiators

## Top Modèles[4]
- Malik Delgaty
- Clark Delgaty
- Diego Sans
- DeAngelo Jackson
- William Seed
- Matthew Camp
- Johnny Rapid
- Dom King
- Beau Banks
- Calvin Banks
- Joey Mills
- Theo Brady
- Bo Sinn

## Récompenses
- Cybersocket 2012 : meilleur nouveau site[5]
- Grabbys 2015 : meilleur contenu original sur internet[5]
- Cybersocket 2017 : meilleure parodie pornographique pour Batman vs Superman[5]
- Grabbys 2017 : meilleure vidéographie pour le film Tarzan, et meilleure direction artistique pour Star Wars[5]